# Grand Longwy Agglomération
L'Agglomération du Grand Longwy  est une communauté d'agglomération française, située dans le département de Meurthe-et-Moselle dans la région Grand Est et axée autour de la ville de Longwy, qui portait jusqu'en 2021 le nom de Communauté d'Agglomération de Longwy.

## Historique
L'intercommunalité est créée le 28 novembre 1960 sous la forme d'un district comprenant cinq communes : Cosnes-et-Romain, Herserange, Lexy, Longwy et Mont-Saint-Martin.
Réhon adhère en 1974, puis fin 1998, les élus du district prennent la compétence développement économique sur leur territoire. Simultanément, 11 nouvelles communes entrent dans le district : Chenières, Cons-la-Grandville, Cutry, Gorcy, Haucourt-Moulaine, Hussigny-Godbrange, Longlaville, Mexy, Morfontaine, Saulnes et Ugny.
En juillet 2000, le district quitte la place Darche à Longwy-Haut pour s’installer le long de la Chiers, sur la commune de Réhon dans des bâtiments occupés anciennement par les laboratoires de l’usine de La Providence.
Le 1er janvier 2002, le district est transformé en communauté de communes qui prend le nom de « communauté de communes de l'Agglomération de Longwy ».
En 2002, la commune de Laix rejoint la CCAL, portant le nombre de communes à 18.
Au 1er janvier 2014, les communes de Fillières, Tiercelet et Villers-la-Montagne rejoignent la CCAL qui compte donc 21 communes pour 60 280 habitants.
La communauté de communes se transforme en communauté d'agglomération le 1er janvier 2017 par un arrêté préfectoral du 13 décembre 2016.

## Territoire communautaire

### Géographie
Le territoire du Grand Longwy est marqué par la profonde désindustrialisation qui l'a marqué à la fin du XXe siècle et par sa situation frontalière, en connexion avec la Belgique et le Luxembourg et proche de l'Allemagne. Il est  l’une des zones d’emploi les plus impactées par le travail transfrontalier.
« Après avoir connu une forte baisse de sa population liée aux fermetures des usines sidérurgiques, la CAL a regagné près de 4 000 habitants depuis 12 ans grâce à l’attractivité du Luxembourg en termes d’emploi où plus de 50 % des actifs travaillent (près de 12 000 actifs) et de la Belgique avec 10 % d’actifs 3 000 actifs) »
Le territoire du Grand Longwy constitue la partie française de l'agglomération transfrontalière du pôle européen de développement, et le Grand Longwy est l'un des huit EPCI rassemblant 340 000 habitants et 70 % des travailleurs frontaliers luxembourgeois du « Pôle Métropolitain Frontalier »
(PMF).
Son territoire est majoritairement rural avec une polarité urbaine forte sur Longwy et Mont-Saint-Martin.
La CCAL se développe de plus en plus rapidement comme unité urbaine, surtout du fait de sa situation, proche de la Belgique et du Luxembourg et des grandes villes françaises (65 km de Metz (A30/A31), 118 km de Nancy, 220 km de Strasbourg, 202 km de Reims, 343 km de Paris) et de ses axes routiers (autoroutes vers la Belgique et la France, routes nationales vers la Belgique, le Luxembourg et la France, départementales, etc.) et la gare de Longwy.
La CCAL compte des grandes entreprises, comme Lenoir, spécialisé dans les aimants, le triage magnétique qui est parmi les leaders français dans le domaine[réf. nécessaire].

### Composition
En 2023, la communauté d'agglomération est composée des 21 communes suivantes :

| Nom                 | Code Insee | Gentilé             | Superficie (km2) | Population (dernière pop. légale) | Densité (hab./km2) |
| ------------------- | ---------- | ------------------- | ---------------- | --------------------------------- | ------------------ |
| Longwy (siège)      | 54323      | Longoviciens        | 5,34             | 15 492 (2022)                     | 2 901              |
| Chenières           | 54127      |                     | 8,5              | 600 (2022)                        | 71                 |
| Cons-la-Grandville  | 54137      |                     | 8,25             | 525 (2022)                        | 64                 |
| Cosnes-et-Romain    | 54138      | Cosnois             | 16,23            | 2 805 (2022)                      | 173                |
| Cutry               | 54151      | Custériens          | 5,97             | 1 042 (2022)                      | 175                |
| Fillières           | 54194      | Fagnats             | 14,21            | 524 (2022)                        | 37                 |
| Gorcy               | 54234      | Gorcéens            | 4,1              | 2 968 (2022)                      | 724                |
| Haucourt-Moulaine   | 54254      | Haucourt-Moulainois | 7,42             | 3 483 (2022)                      | 469                |
| Herserange          | 54261      | Herserangeois       | 3,54             | 4 176 (2022)                      | 1 180              |
| Hussigny-Godbrange  | 54270      | Hussingeois         | 15,37            | 3 921 (2022)                      | 255                |
| Laix                | 54290      |                     | 7,55             | 209 (2022)                        | 28                 |
| Lexy                | 54314      | Lexéens             | 5,99             | 3 902 (2022)                      | 651                |
| Longlaville         | 54321      | Longlavillois       | 3,21             | 2 373 (2022)                      | 739                |
| Mexy                | 54367      | Mexéens             | 4,9              | 2 303 (2022)                      | 470                |
| Mont-Saint-Martin   | 54382      | Saint-martinois     | 8,8              | 9 282 (2022)                      | 1 055              |
| Morfontaine         | 54385      | Mafous              | 11,42            | 1 076 (2022)                      | 94                 |
| Réhon               | 54451      | Réhonnais           | 3,73             | 3 811 (2022)                      | 1 022              |
| Saulnes             | 54493      | Saulnois            | 4                | 2 261 (2022)                      | 565                |
| Tiercelet           | 54525      | Tiercelins          | 7,68             | 635 (2022)                        | 83                 |
| Ugny                | 54537      |                     | 9,14             | 695 (2022)                        | 76                 |
| Villers-la-Montagne | 54575      | Magins              | 18,12            | 1 562 (2022)                      | 86                 |

### Démographie
| 1968   | 1975   | 1982   | 1990   | 1999   | 2009   | 2014   | 2020   |
| ------ | ------ | ------ | ------ | ------ | ------ | ------ | ------ |
| 71 897 | 71 938 | 64 514 | 57 148 | 56 212 | 58 770 | 60 049 | 62 931 |

### Environnement

#### Énergie
Dans le cadre du SRADDET du Grand Est, ATMO Grand Est tient à jour les statistiques énergétiques de tous les EPCI régionaux. Aussi pouvons-nous représenter l’énergie finale consommée sur le territoire annuellement par secteur, ou par source, pour l’année 2017. Cette énergie finale annuelle correspond à 24,0 MWh par habitant.
| -                 | GWh par an |
| ----------------- | ---------- |
| Industrie         | 295        |
| Résidentiel       | 655        |
| Tertiaire         | 139        |
| Transport routier | 345        |
| Autres transports | 4          |

| -                                    | GWh par an |
| ------------------------------------ | ---------- |
| Électricité                          | 341        |
| Gaz naturel et produits pétroliers   | 994        |
| Bois-énergie                         | 63         |
| Autres EnR (PAC, solaire thermique…) | 49         |

La production d’énergie renouvelable (EnR) du territoire apparaît dans le tableau suivant, toujours pour l’année 2017 :
| -                     | GWh par an |
| --------------------- | ---------- |
| Éolien                | 23         |
| Bois-énergie          | 40         |
| Pompe à chaleur (PAC) | 25         |
| Photovoltaïque        | 1          |
| Solaire thermique     | 1          |
| Biogaz                | 1          |

## Organisation

### Siège

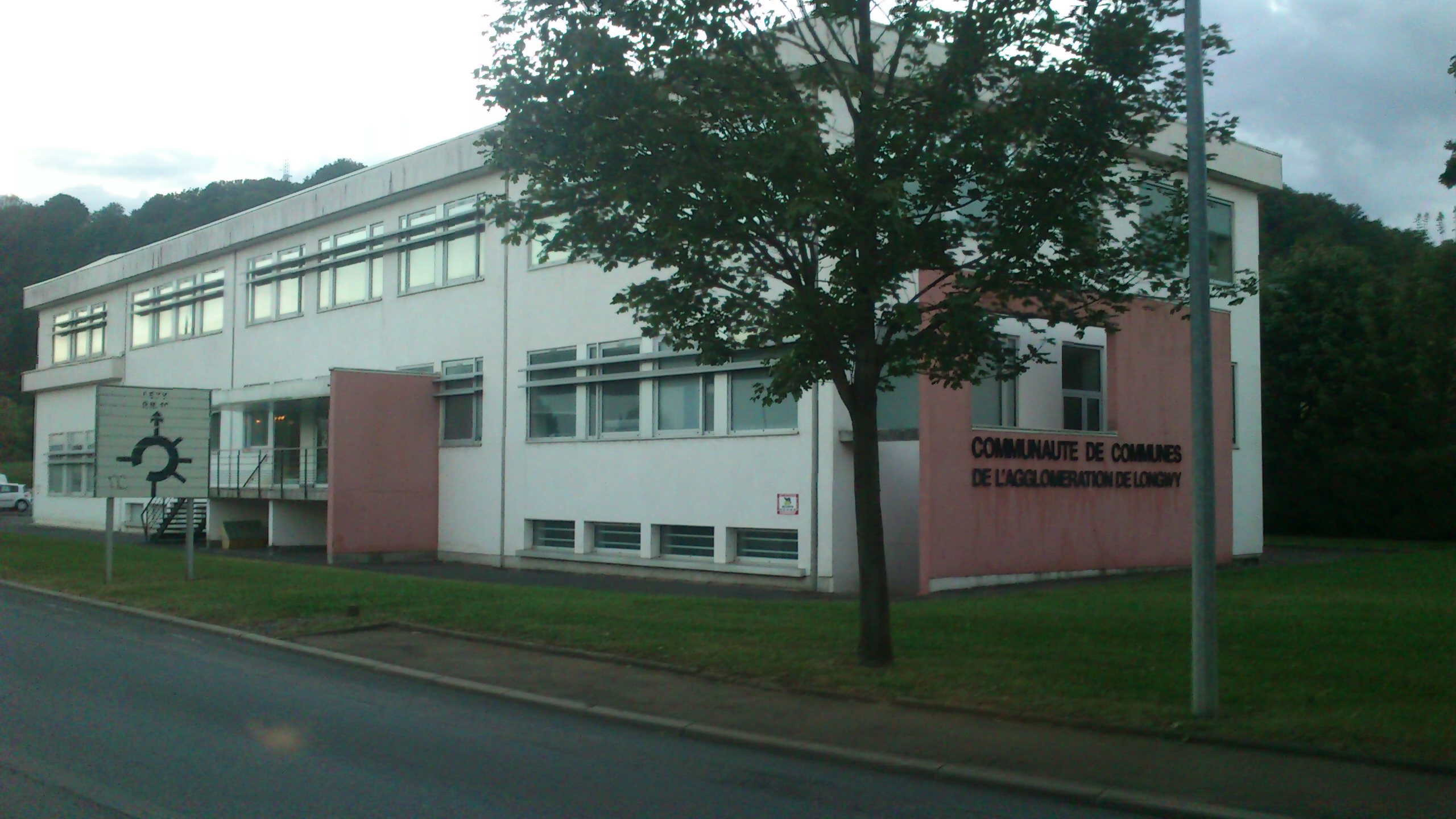
Le siège de la CCAL

Le siège de la communauté d'agglomération est situé à Longwy, 2 Rue de Lexy.

### Élus
La communauté d'agglomération est administrée par son conseil communautaire, composé pour la mandature 2020-2026  de 55  conseillers municipaux représentant chacune des  communes membres et répartis en fonction de leur population de la manière suivante : 

- 12 délégués pour Longwy ;

-  7 délégués pour Mont-Saint-Martin ;

- 4 délégués pour Herserange ;

- 3 délégués pour Haucourt-Moulaine, Hussigny-Godbrange, Lexy et Réhon ;

-  2 délégués pour Cosnes-et-Romain, Gorcy, Longlaville, Mexy, Saulnes et Villers-la-Montagne ;

- 1 délégué ou son suppléant pour les 8 autres communes.
Au terme des élections municipales de 2020 en Meurthe-et-Moselle, le conseil communautaire renouvelé a élu le 10 juillet 2020 son nouveau président, Serge De Carli, maire de Mont-Saint-Martin, ainsi que ses onze vice-présidents, qui sont, fin 2023 : 
1. Gérard Didelot, maire de Herserange, délégué à la mobilité, au logement, à l’aménagement et à l’urbanisme ;
2. Frédéric Karleskind, maire de Tiercelet, délégué aux finances et aux ressources humaines ;
3. Kamel Bouzad, conseiller municipal de Longwy, délégué au contrat de ville, à la prévention, à la santé et à l’insertion ;
4. Véronique Furgaut, première maire-adjointe de Longlaville, déléguée à la culture, au tourisme, au patrimoine et à la communication ;
5. Guy Michel, Maire de Villers-la-Montagne, délégué à l’économie et aux zones industrielles ;
6. Édith Colin, conseillère municipale de Rehon, déléguée à la transition écologique et aux relations transfrontalières ;
7. Véronique Castronovo, maire de Cons-la-Grandville, déléguée à la ruralité, la gestion des milieux aquatiques et à la prévention des inondations ;
8. Jean Huard, maire de Cutry, délégué aux travaux, au haut-débit et aux gens du voyage ;
9. Frédéric Wilmin, maire de Mexy, délégué aux équipements sportifs ;
10. Alain Lombardi, maire de Haucourt-Moulaine, délégué à l’eau potable et à l’assainissement ;
11. Adrien Zolfo, maire de Saulnes, délégué aux déchets.

Le bureau communautaire de la mandature 2020-2026 est constitué du président, des onze vice-présidents et de deux conseillers communautaires délégués.

### Liste des présidents
| Période                                  | Période                       | Identité              | Étiquette | Qualité |
| ---------------------------------------- | ----------------------------- | --------------------- | --------- | --- |
| Les données manquantes sont à compléter. |                               |                       |           | |
| 1995                                     | 2008                          | Jean-Paul Durieux     | PS        | Maire de Longwy (1989 → 2006) |
| 2008                                     | été 2011                      | Édouard Jacque        | UDI (PR)  | Conseiller régional de Lorraine (2008 → ) Maire de Longwy (2008 → 2014) Démissionnaire |
| octobre 2011                             | 17 avril 2014                 | Jean-Claude Guillaume | UDI (PR)  | Maire de Réhon (1983 → 2014) |
| avril 2014                               | juillet 2020                  | Christian Aries       | PS        | Conseiller général puis départemental de Longwy (2001 → 2021) Conseiller municipal de Longwy                                                                                                  |
| juillet 2020                             | En cours (au 23 octobre 2023) | Serge De Carli        | PCF       | Professeur des écoles Maire de Mont-Saint-Martin (2004 → ) Conseiller général puis départemental de Mont-Saint-Martin (2008 → ) Vice-président du Pôle métropolitain frontalier (2020 → 2021) |

### Compétences
La communauté d'agglomération exerce les compétences qui lui ont été transférées par les communes membres dans les conditions déterminées par le code général des collectivités territoriales. Il s'agit des thématiques suivantes : 
- le développement économique ;
- l’aménagement de l’espace et l’organisation de la mobilité ;
- l’équilibre social de l’habitat ;
- la politique de la ville ;
- la GEMAPI ;
- l’accueil des gens du voyage ;
- la collecte et le traitement des déchets des ménages et des déchets assimilés9 ;
- l’eau potable ;
- l’assainissement des eaux usées et la gestion des eaux pluviales urbaines ;
- la création, l’aménagement, la gestion de parcs de stationnement d’intérêt communautaire et les voiries d’intérêt communautaire ;
- la construction, l’entretien et le fonctionnement d’équipements culturels et sportifs ;
- la participation financière au SDIS 54
- la réalisation et la gestion des sentiers de randonnées pédestres et cyclo-pédestres;
- l’assainissement non collectif ;
- l’enseignement supérieur et la recherche ;
- l’activité culturelle : l’éducation musicale, l’initiation théâtrale, les manifestations musicales et théâtrales (en lien avec la lecture publique) , les archives historiques de la sidérurgie et des mines de fer ;
- le transport privé
- les mutations sociales, afin de permettre de confier à l’Agence d’urbanisme Lorraine Nord ou à tout autre organisme l’appréciation de « l’ampleur et les caractéristiques des mutations sociales et de mieux mesurer leurs effets sur la population » ;
- la santé ;
- la compétence « Très haut débit ».

Le Grand Longwy est membre du Syndicat mixte intercommunal des transports de l'agglomération de Longwy (SMITRAL) qui s'étend sur 24 communes et a délégué le fonctionnement du service public des transports à la SEMITUL du réseau de bus Transport du Grand Longwy.

### Régime fiscal et budget
La communauté d'agglomération est un établissement public de coopération intercommunale à fiscalité propre.
Afin de financer l'exercice de ses compétences, l'intercommunalité perçoit, comme toutes les communautés d'agglomération, la fiscalité professionnelle unique (FPU) – qui a succédé à la taxe professionnelle unique (TPU) – et assure une péréquation de ressources.
Elle reverse une dotation de solidarité communautaire (DSC) à ses communes membres.
Un pacte financier et fiscal lie l'intercommunalité et les communes, destiné à « assumer les compétences de l’agglomération et ses projets et améliorer la solidarité entre les communes ».

### Identité visuelle

Logo de la communauté de communes
Ancien logo de la communauté d'agglomération

## Projets et réalisations
Conformément aux dispositions légales, une communauté d'agglomération a pour objet d'associer « au sein d'un espace de solidarité, en vue d'élaborer et conduire ensemble un projet commun de développement urbain et d'aménagement de leur territoire ».
Avec un cinéma, une médiathèque, son futur centre culturel, son université (encore à l'état de projet) et son fort passé, la CCAL est un grand pôle culturel.
La CCAL a fait de grands efforts pour l'écologie : station d'épuration, nouvelle déchetterie / centre de recyclage, sensibilisation des citoyens au tri sélectif, etc.